# Cuarto (unidad de volumen)
El cuarto es una unidad de medida de volumen equivalente a media fanega. En Castilla equivalía a aproximadamente a 6 celemines (unos 28 litros). La medida real cambia según regiones o incluso localidades.
Véase carga (medida)

## Cuarto imperial o británico
Un cuarto imperial o británico es una unidad de volumen usada en el Reino Unido.
Equivale a 1,1365225 litros y también a:
|                    | Unidad                    |
| ------------------ | ------------------------- |
| 0,0071428571428571 | barriles imperiales       |
| 0,25               | galones imperiales        |
| 1                  | cuarto imperial           |
| 2                  | pintas imperiales         |
| 8                  | gills imperiales          |
| 40                 | onzas líquidas imperiales |

## Cuarto estadounidense
Un cuarto estadounidense es una unidad de volumen usada en los Estados Unidos.
Equivale a 0,946352946 litros y también a:
|                   | Unidad                            |
| ----------------- | --------------------------------- |
| 0,005952380952381 | barriles estadounidenses          |
| 0,25              | galones estadounidenses           |
| 1                 | cuarto estadounidense             |
| 2                 | pintas estadounidenses            |
| 8                 | gills estadounidenses (en desuso) |
| 32                | onzas líquidas estadounidenses    |
| 946,35294         | mililitros                        |